# Yob
Yob (стилизовано као YOB) је амерички дум метал бенд из Јуџина, Орегон, састављен од вокалисте/гитаристе Мајка Шајта, басисте Арона Ризберга и бубњара Тревиса Фостера. Њихов најновији албум Our Raw Heart је објављен у јуну 2018. године.

## Историјат

### Почеци (1996—2006)
Пре него што је основао Yob, Шајт је био бас гитариста у хардкор бендовима Кемикил, Дрти Санчез и Х.Ц. Мајндс. Шајт је прешао на гитару и вокале када је основао Yob 1996. године, са Ловелом Ајлсом на бас гитари и Грегом Оконом на буњевима. Бендов самоимени демо албум је послат на Stonerrock.com 1999. године. Бенд је снимио свој први студијски албум назван Elaborations of Carbon 2001. године у Спокену, Вашингтон. До тада, Исаму Сато (из бендова Х.Ц. Мајндс и Тромбус) се већ прикључио бенду као басиста, а Гејб Морли (из бендова Фингертреп и Лајтвејт) се прикључио бенду као бубњар.
Yob је осигурао уговор са издавачком кућом Abstract Sounds. Њихов први албум са овом издаваћком кућом, Catharsis, је имао много квалитетнији продукцијски квалитет, а састоји се од 3 песме које укупно трају скоро 50 минута. Након објављивања овог албума, бубњар Морли је замењен Тревисом Фостером. Yob је свој трећи албум, The Illusion of Motion, објавио преко издавачке куће Metal Blade Records 2004. године, као и свој четврти студијски албум The Unreal Never Lived 2005. године.
Шајт је 10. јануара 2006. године изјавио да ће се Yob разложити након скоро 10 година, рекавши да су Фостер и Сато већ напустили бенд, након чега је Шајт одлучио да прекине постојање истог. Истовремено, најавио је фокусирање свог рада на други бенд назван Медијан.

### Реформација и скорије активности (2008—данас)
Шајт и Фостер су 2008. године одлучили да реформирају бенд са намером да наступају неколико пута, као и да објаве још један студијски албум. Басиста Арон Ризберг се прикључио бенду 2009. године, након што је напусти бенд Норска у којем је свирао са својим братом Дастином. The Great Cessation је био наслов њиховог новог албума објављеног 2009. године од стране Profound Lore Records. Бенд је такође наступао у Европи 2010. године на Роудбрн Фестивалу у Холандији. Yob је од тада екстензивно наступао по САД са разним бендовима као што су Ориџин, Боч, Ајсис, Сојлент Грин, Тул и многим другима.
Албум Atma је објављен 2011. године. Yob је у фебруару 2014. године склопио уговор са издавачком кућом Neurot Recordings. Албум Clearing the Path to Ascend је објављен у септембру 2014. године, и биван је опште прихваћен, поготово од стране Ролинг Стоуна.
Почетком 2017. године, Шајт је имао озбиљних здравствених проблема, који су касније бенду служили као испирација за следећи албум Our Raw Heart који је објављен у јуну 2018. године преко издавачке куће Relapse Records.

## Музички стил и утицаји
Шајт је изјавио да је на бендов музички стил утицао већи спектар бендова као што су Тул, Нурозис, Сент Витус, Дип Перпл, Пентаграм, Блек Сабат, Кинг Кримсон и Пинк Флојд.

## Чланови
Тренутни чланови
- Мајк Шајт - вокали, гитаре (1996-данас)

- Арон Ризберг - бас гитара (2009-данас)

- Тревис Фостер - бубњеви (2003-2005, 2008-данас)

Бивши чланови
- Ловел Ајлс - бас гитара (1996-2001)
- Грег Окон - бубњеви (1996-2001)
- Гејб Морли - бубњеви (2001-2003)
- Исаму Сато - бас гитара (2001-2005)

## Дискографија
Студијски албуми
- Elaborations of Carbon (2002)
- Catharsis (2003)
- The Illusion of Movement (2004)
- The Unreal Never Lived (2005)
- The Great Cessation (2009)
- Atma (2011)
- Clearing the Path to Ascend (2014)
- Our Raw Heart (2018)

Демо албуми
- YOB (2000)

Сплит албуми
- Label Showcase - Profound Lore Records (2012)

Лајв албуми
- Live at Roadburn 2010 (2011)
- The Unreal Never Lived: Live at Roadburn 2012 (2014)